# Kurayoshi

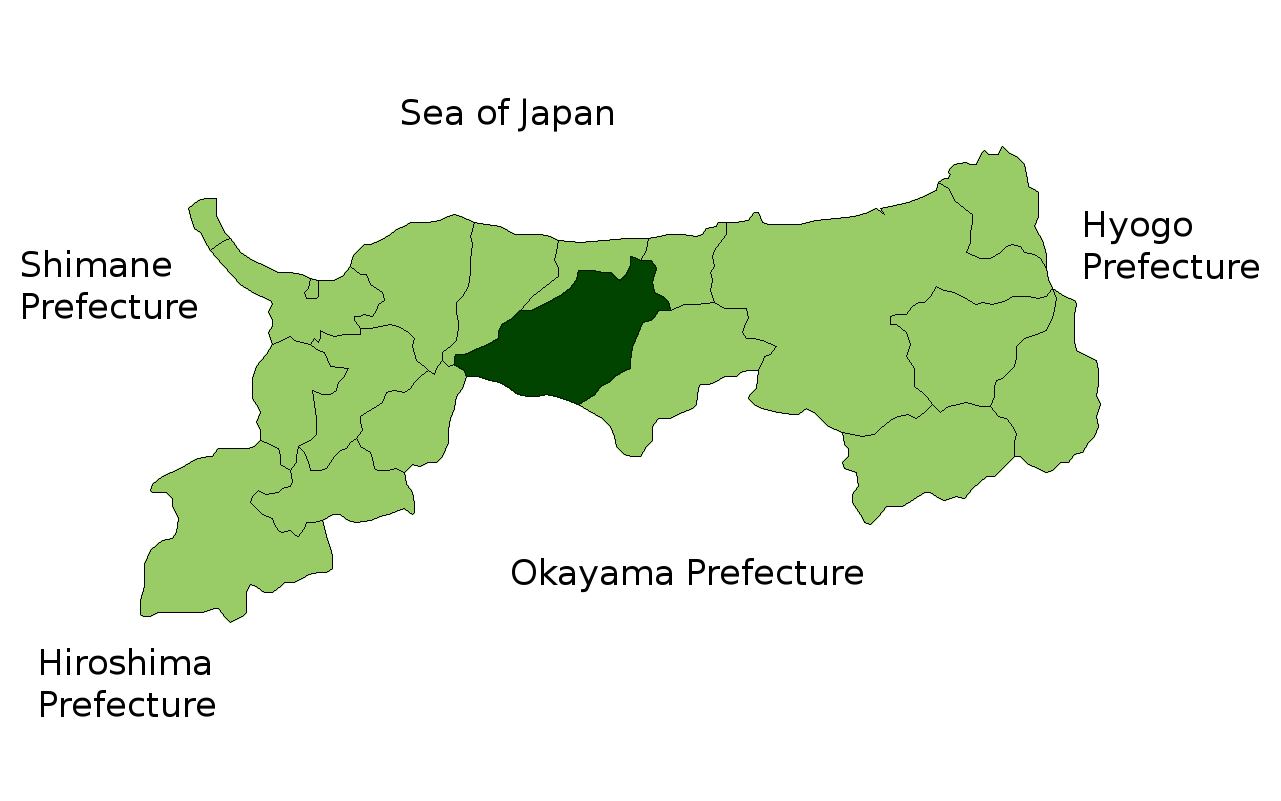

Kurayoshi (倉吉市 Kurayoshi-shi?) este un municipiu din Japonia, prefectura Tottori.